# 肥後の駒下駄
肥後の駒下駄（ひごのこまげた）は、江戸時代の忠孝美談、敵討ちである。

## 概要
実録として伝えられるところによれば、延宝年間、播州龍野脇坂藩の浪人である向井善九郎が、肥後熊本の細川家の家来である矢坂源次兵衛の錆付きの手裏剣の秘事を得るために、「駒平」と名を改めて草履取りとなって、住み込んだが、ただものではないと見破られ、殺されかけたが、あやうく逃れ、隣家の目付である松山秀之進の下に奉公した。松山は駒平が武芸の達人であることを知り、息子の秀太郎に駒平に剣術、馬術を学ばせた。あるとき矢坂の庭から出ているカキ（柿）の枝が、ウマに騎っている秀太郎の頭に触れてじゃまであるので、駒平がこれを切り払った。このことから駒平は矢坂のために打擲などされて、おおいに侮辱された。駒平はこの仕打ちに腹を立て、とうとう向井善九郎という武士にかえって矢坂に決闘を申し込んだ。これを知った細川の中老である中川継之助は、駒平じつは善九郎に対する好意から、わざと仲間ふぜいが当家の指南役である矢坂に決闘を申し込むなどということは身のほど知らずな、不逞な振舞であるとして、焼杉の庭下駄で駒平を打って、恥辱を与えた。駒平は、中川に対する遺恨、骨髄に徹し、血染めの駒下駄を懐中に、肥後熊本を立ち去り、山城粟田口の竹内加賀之助という剣法の達人のもとに行き、よりいっそうの修練に励む。あるとき松山秀之進が矢坂のために殺されたと聞き、その子である秀太郎の仇討ちの助太刀をすることになり、やがて中川に仕返ししたが、中川の、自分の生命を救うために恥辱を与えた好意がわかり、ここに義兄弟の契りを結ぶ。こうして敵の行方を探し求めて苦労したあげく、天和2年9月13日、伏見桃山において、秀太郎に加勢して首尾よく本望をとげさせたという。
竹柴諺蔵によって歌舞伎『新規作肥後木履』（明治20年=1887）に脚色された。何度も映画化もされた。

## 映画化
- 肥後の駒下駄 製作=横田商会 1911年 尾上松之助
- 肥後の駒下駄 製作=日活 1915年 監督・牧野省三 出演・尾上松之助
- 肥後の駒下駄 製作=日活(京都撮影所) 1918年 監督・小林弥六 出演・尾上松之助 中村扇太郎
- 肥後の駒下駄 製作=帝国キネマ演芸 1922年 監督・中川紫郎 出演・嵐璃徳
- 肥後の駒下駄 製作=日活(京都撮影所) 1923年 出演・尾上松之助
- 肥後の駒下駄 製作=東亜キネマ(京都撮影所) 1929年 監督・枝正義郎 出演・草間実
- 肥後の駒下駄 製作=日活(太奏撮影所) 1931年 監督・渡辺邦男　出演・河部五郎 大井智子
- 肥後の駒下駄 製作=新興キネマ 1934年 監督・藤田潤一 出演・小金井勝
- 梅桜肥後の駒下駄 製作=極東映画社 1936年 監督・仁科熊彦 出演・市川寿三郎
- 肥後の駒下駄 製作=全勝キネマ 1939年 監督・姓丸浩 出演・松本栄三郎 林喜美枝
- 肥後の駒下駄 製作=新興キネマ(京都撮影所) 1938年 監督・仁科紀彦 出演・大友柳太郎、森静子